# Torre Castanyer
La Torre Castanyer és una mansió senyorial al passeig de Sant Gervasi de Barcelona, catalogada com a bé cultural d'interès local.

## Història
El seu origen és l'anomenada Torre dels Capellans, que pertanyia a l'Congregació de l'Oratori de Sant Felip Neri fins a la desamortització de Mendizábal del 1836, i el 1841 va ser adquirida en subhasta pública per Joaquim Castanyer i Molet (1804-1858), que li donà nom. El 1848 es va casar en segones noces amb Consol de Moragas i de Quintana (1828-1904), futura marquesa de Moragas, que el succeí a la seva mort i el 1890 va promoure la urbanització dels carrers de Castanyer, Moragas i Folgueroles.
Consol de Moragas es va casar en segones noces amb Josep Rufí Vidal i Nadal (1826-1866), i l'hereva fou la seva filla Consol Vidal i de Moragas (1862-1948), casada amb Joaquim Jover i Costas (1854-1922), marquès de Gelida, amb qui va tenir Consol Jover i Vidal (1881-1957), casada amb Eusebi Güell i López (1877-1955).
Durant els mesos finals de la Guerra Civil, i davant el perill que València quedés aïllada, el poeta Antonio Machado i la seva família es van traslladar a Barcelona, on després d'un hostalatge provisional a l'Hotel Majestic, van ocupar la Torre Castanyer, confiscada per la Generalitat de Catalunya. Els biògrafs del poeta sevillà relaten que el luxe del lloc contrastava amb les misèries de la guerra, ja que no hi havia carbó per a les estufes ni tabac (imprescindible per a Machado), ni amb prou feines aliments. Hi van romandre des de finals de maig del 1938 fins als primers dies de l'any següent.

## Descripció

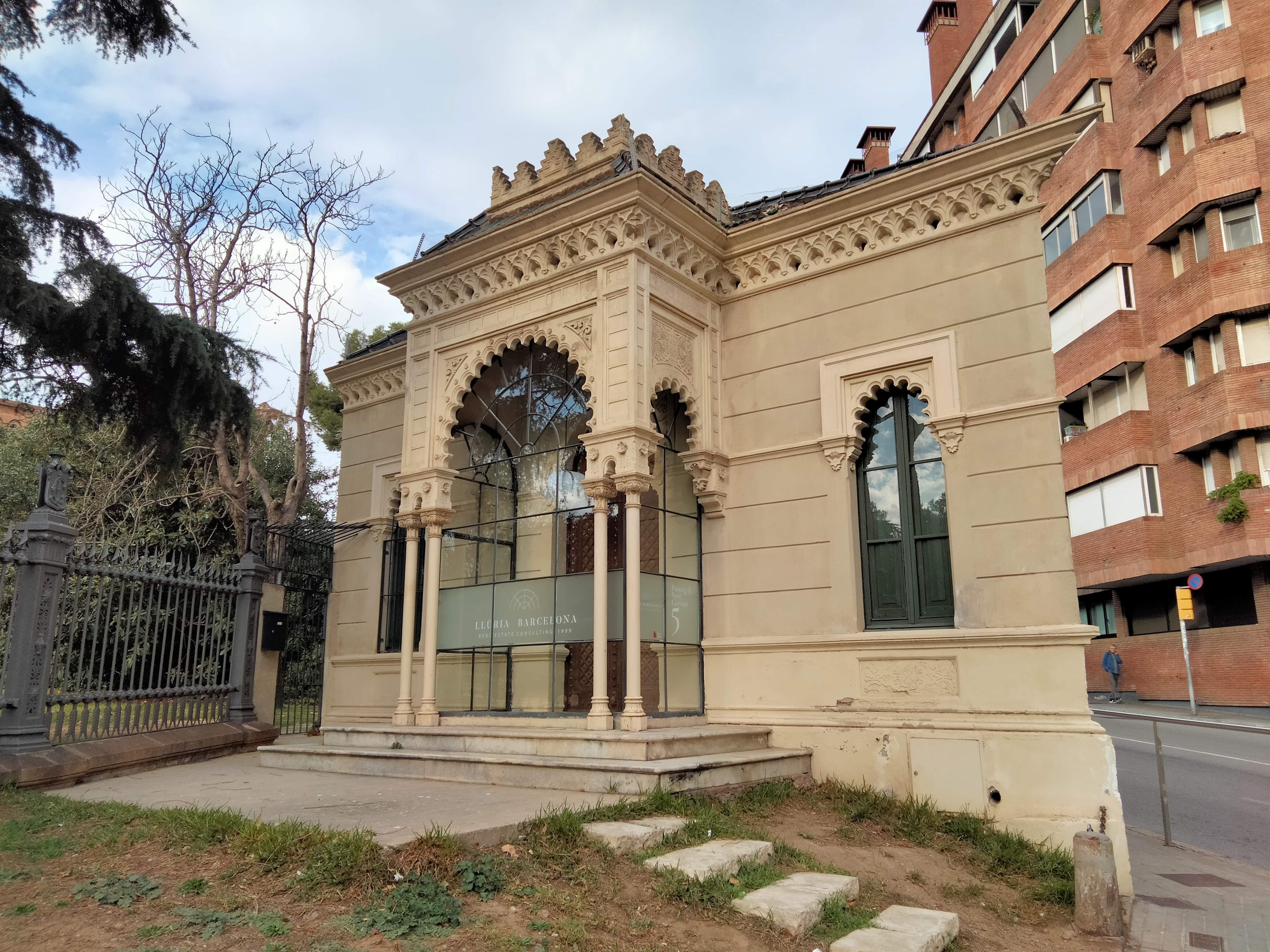
Pavelló neoàrab

És una opulenta mansió vuitcentista, que es manifesta des del traçat del jardí fins als espais interiors d'aspecte romàntic. La torre és de línies rectes i està dividida en dos cossos, amb cinc portals, balcó central i diversos finestrals. La planta general mostra una serie de nou naus juxtaposades, encarades a una façana principal, ornamentada amb escultures en el coronament i flanquejant la porta, i tancades per una façana posterior, dissenyada per l'arquitecte Francesc Mitjans, que el 1959-1961 n'efectuà una restauració i una profunda reforma.
L'edifici està envoltat per una terrassa amb balustrades i escales, a la qual s'obren les peces més senyorials de la planta baixa. Una tanca envolta la finca, que protegeix una gran zona enjardinada amb estàtues i altres elements ornamentals de terracota, i en un dels extrems hi ha un pavelló d'estil neoàrab, construït el 1888 per a ser un lloc d'esbarjo per als infants reials, arran de la visita de la reina regent Maria Cristina a l'Exposició Universal de Barcelona. A l'entorn de la casa s'aixeca un gran exemplar de cedre i la construcció presideix un barranc en fort desnivell i amb frondosa vegetació, creuat per un pont pintoresc.